# Gergő Zalánki
Gergő Zalánki (Eger, 26 de fevereiro de 1995) é um jogador de polo aquático húngaro.

## Carreira
Zalánki integrou o elenco da Seleção Húngara de Polo Aquático que ficou em quinto lugar nos Jogos Olímpicos de 2016.